# Stefano Desideri
Stefano Desideri, né le 3 juillet 1965 à Rome (Italie), est un footballeur Italien, qui évoluait au poste de milieu de terrain. Au cours de sa carrière il évolue à la Piacenza, à l'AS Rome, à l'Inter, à l'Udinese et à Livourne.

## Biographie

### Carrière de joueur
- 1984-1985 : → Piacenza
- 1985-1991 : AS Rome
- 1991-1992 : Inter Milan
- 1992-1997 : Udinese
- 1997-1998 : Livourne

### Carrière d'entraineur
- 2000 : SC Marsala 1912
- 2001 : ASD Astrea
- 2014- :  FC Pune City

## Palmarès

### En équipe nationale espoirs
- Finaliste au Championnat d'Europe espoirs en 1986
- Quatrième aux Jeux olympiques de Séoul en 1988

### Avec l'AS Rome
- Vainqueur de la coupe d'Italie en 1986 et 1991
- Finaliste de la coupe de l'UEFA en 1991